# James Gray (directeur de la photographie)
Pour les articles homonymes, voir James Gray et Gray.
James Gray est un réalisateur et un directeur photo canadien.

## Filmographie
- 1979 : Cap au nord
- 1985 : Le Choix d'un peuple
- 1992 : Requiem pour un beau sans-cœur
- 1992 : Between the Solitudes
- 1994 : Windigo
- 1998 : 2 secondes
- 2002 : Hit and Run
- 2004 : Manners of Dying